# باتريسيو ريفاس
باتريسيو ريفاس (بالإسبانية: Patricio Rivas)‏ (و. 1810 – 1867 م)، محامٍ ثري نيكاراغواي، كان قائمًا بأعمال رئيس نيكاراغوا (كان يُسمى آنذاك المدير الأعلى) من 30 يونيو 1839 إلى 27 يوليو 1839 ومن 21 سبتمبر 1840 إلى 4 مارس 1841. شغل لاحقًا منصب رئيس إحدى الحكومات المتنافسة العديدة في نيكاراغوا من 30 أكتوبر 1855 إلى 24 يونيو 1857.